# Courrier des lecteurs
Le courrier des lecteurs désigne, dans la presse écrite, de manière générale, les courriers adressés par les lecteurs d'un magazine ou journal à la rédaction. Ces courriers peuvent être à l'attention des autres lecteurs, ou bien à la rédaction qui peut en publier des exemples lors de sondages ou de concours.
L'analyse du courrier des lecteurs est une pratique courante en science de l'information et de la communication pour autant qu'elle comprend que « cette parole n’est pas une parole ordinaire puisqu’elle est, avant d’atteindre les pages 'Courrier' des magazines, sélectionnée par les journalistes chargés de la rubrique et conditionnée par le journal ». Elle respecte donc les normes discursives du journal, au point d'évoquer une « co-énonciation »: les lettres trop longues ou répétitives sont souvent tronquées (dans l'étude d'Hubé sur 3 magazines français, on voit que 14 à 23% des lettres adressées ont été coupées). La proximité avec les pratiques discursives à l'œuvre dans les forums de discussion est importante.
Il existe un vrai dialogue entre les lecteurs par le biais du courrier des lecteurs qui est devenu un véritable outil de la démocratie.